# Średnia Wieś (Lesko)

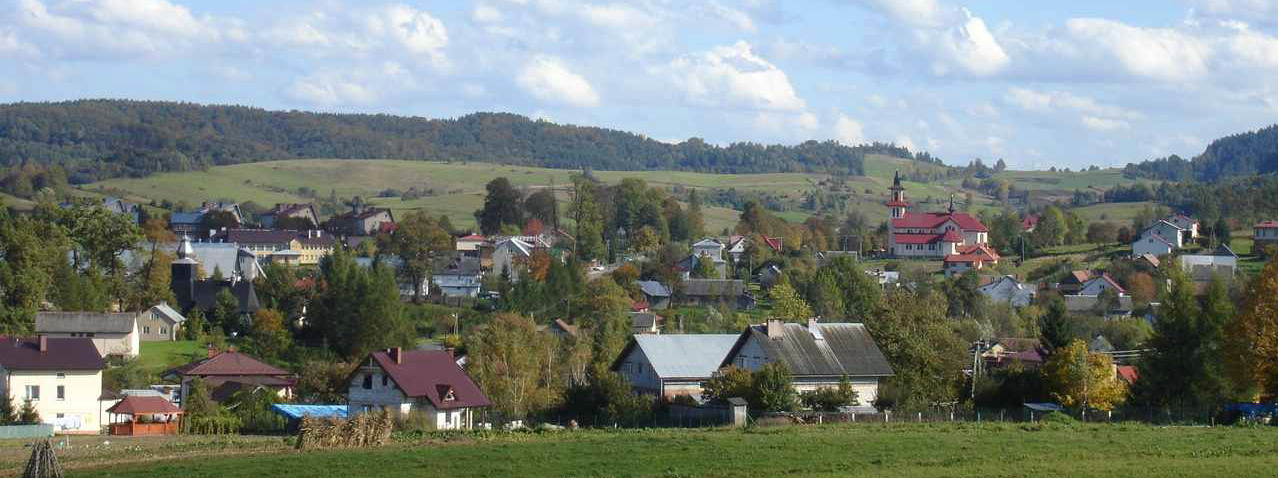
Dorfpanorama von Średnia Wieś

Średnia Wieś ist eine Ortschaft in Polen in der Gemeinde Lesko in der Woiwodschaft Karpatenvorland.

## Geographie
Die ländliche Ortschaft liegt im südlichsten Zipfel Polens, nur wenige Kilometer nördlich der Karpaten.
Direkt im Süden der Ortschaft verläuft die Droga wojewódzka 894 (Woiwodschaftsstraße 894).

## Geschichte
Der mündlichen Überlieferung im Dorf zufolge ist Średnia Wieś (in wörtlicher Übersetzung: Mitteldorf) von den drei ruthenischen Brüdern Jacko, Jurko und Iwanko gegründet. Die früheste Erwähnung einer Siedlung an dieser Stelle datiert von 1376; für das Jahr 1407 findet sich eine Erwähnung unter dem alten Namen Terpiczów als Teil Rotrutheniens.
Politisch gehörte die Ortschaft zunächst zum Sanoker Land in der Woiwodschaft Ruthenien im Königreich Polen (ab 1569 Adelsrepublik Polen-Litauen).
Mit dem Wachstum des Ortes bildeten sich drei Teile heraus: Vorder-, Mittel- und Hinter-Terpiczów. Als das Dorf zum Besitz des polnischen Adelsgeschlechts von Balów gehörte, spaltete dieses seinen Besitz 1598 in vier Teile. Das Mittel- und Hinterdorf vereinigten sich später wieder, das einstige Vorderdorf-Terpiczów ist heute unter dem Namen Bachlawa bekannt, und bildet ein eigenes Schulzenamt.

Bei der Ersten Teilung Polens kam das Dorf 1772 zum neuen Königreich Galizien und Lodomerien des habsburgischen Kaiserreichs (ab 1804). 1918, nach dem Ende des Ersten Weltkriegs und dem Zusammenbruch der k.u.k. Monarchie, kam Średnia Wieś zu Polen. Unterbrochen wurde dies durch die Besetzung Polens durch die Wehrmacht im Zweiten Weltkrieg, währenddessen es zum Distrikt Galizien im Generalgouvernement gehörte.
Während des Zweiten Weltkriegs wurden 40 der Dorfbewohner als Zwangsarbeiter ins Deutsche Reich verschleppt. Nach dem Sieg über Deutschland plünderten sowohl polnische als auch ukrainische Partisanen die grenznahe Ortschaft; schließlich wurden die ukrainischstämmigen Einwohner zur Umsiedlung in die neuen Westgebiete Polens in der Aktion Weichsel gezwungen; viele kehrten später zurück.
Bis in die späten 1940er Jahre waren sowohl die griechisch-katholische als auch die römisch-katholische Konfession verbreitet. Unter Stalin wurde die griechisch-katholische Kirche mit der orthodoxen Kirche zwangsvereinigt, woraufhin viele Bewohner des Ortes zum römisch-katholischen Glauben wechselten.
Um das Jahr 2003 arbeitete fast ein Viertel aller Dorfbewohner als Saisonarbeiter in Deutschland oder Italien. In einem Langzeitprojekt porträtierte der finnische Fotograf Jukka Male zwischen 1980 und 2003 immer wieder die Ortschaft, deren Bewohner und die Veränderungen.

## Galerie der Kirchen des Ortes

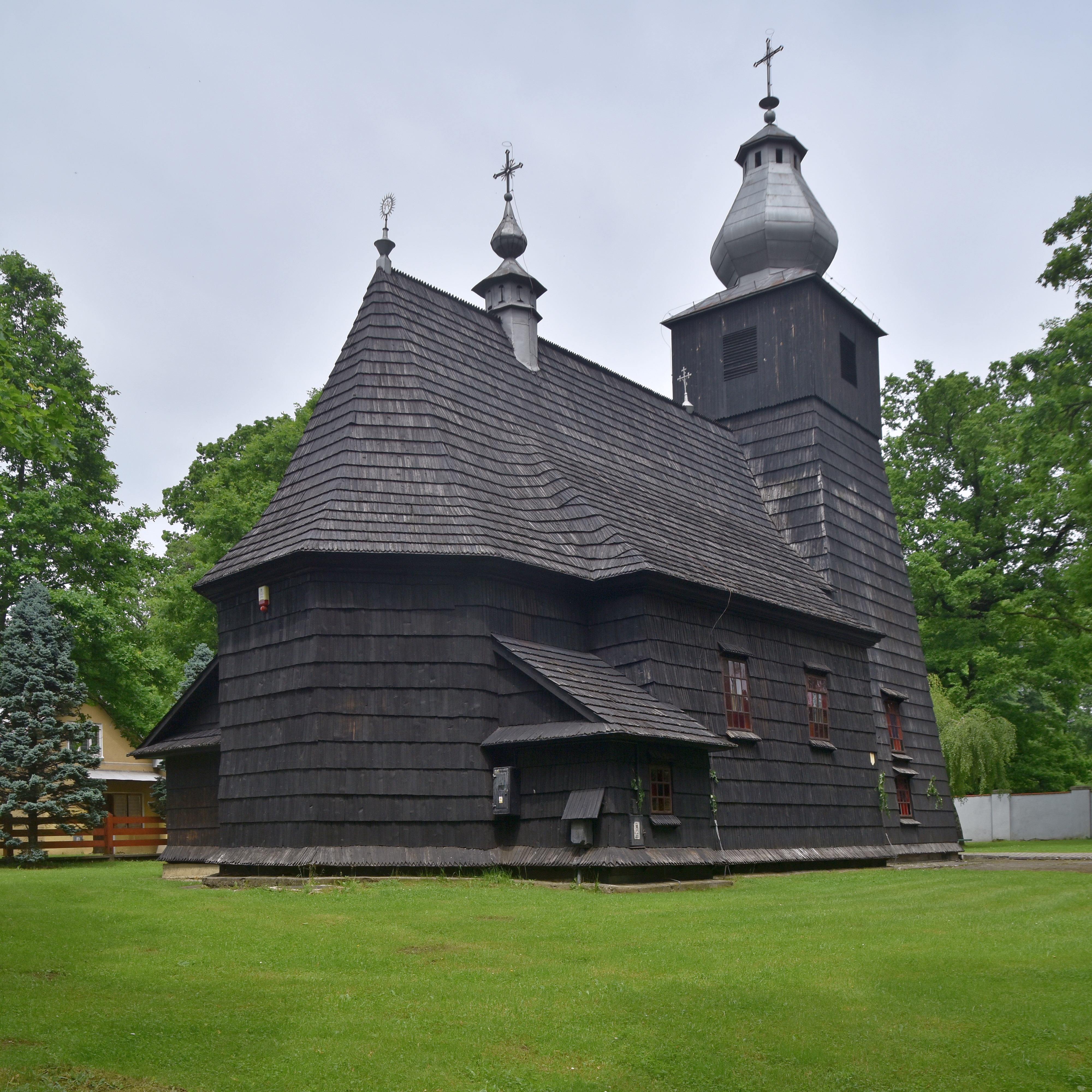
Mariä-Himmelfahrts-Kirche, Holzkonstruktion aus dem 16. Jahrhundert und frühere Stammkirche der Balów-Familie
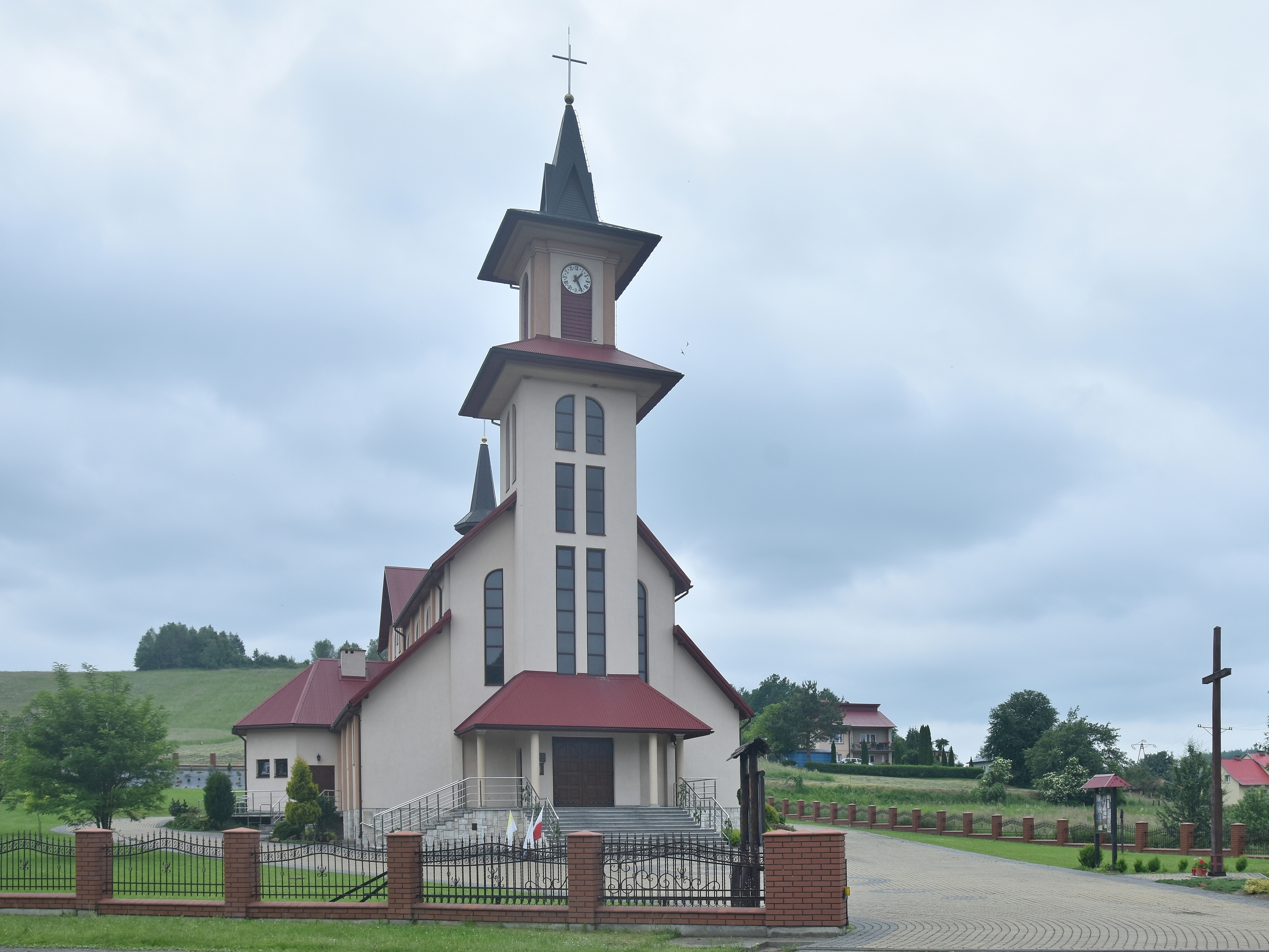
Johannes Paul II.-Kirche
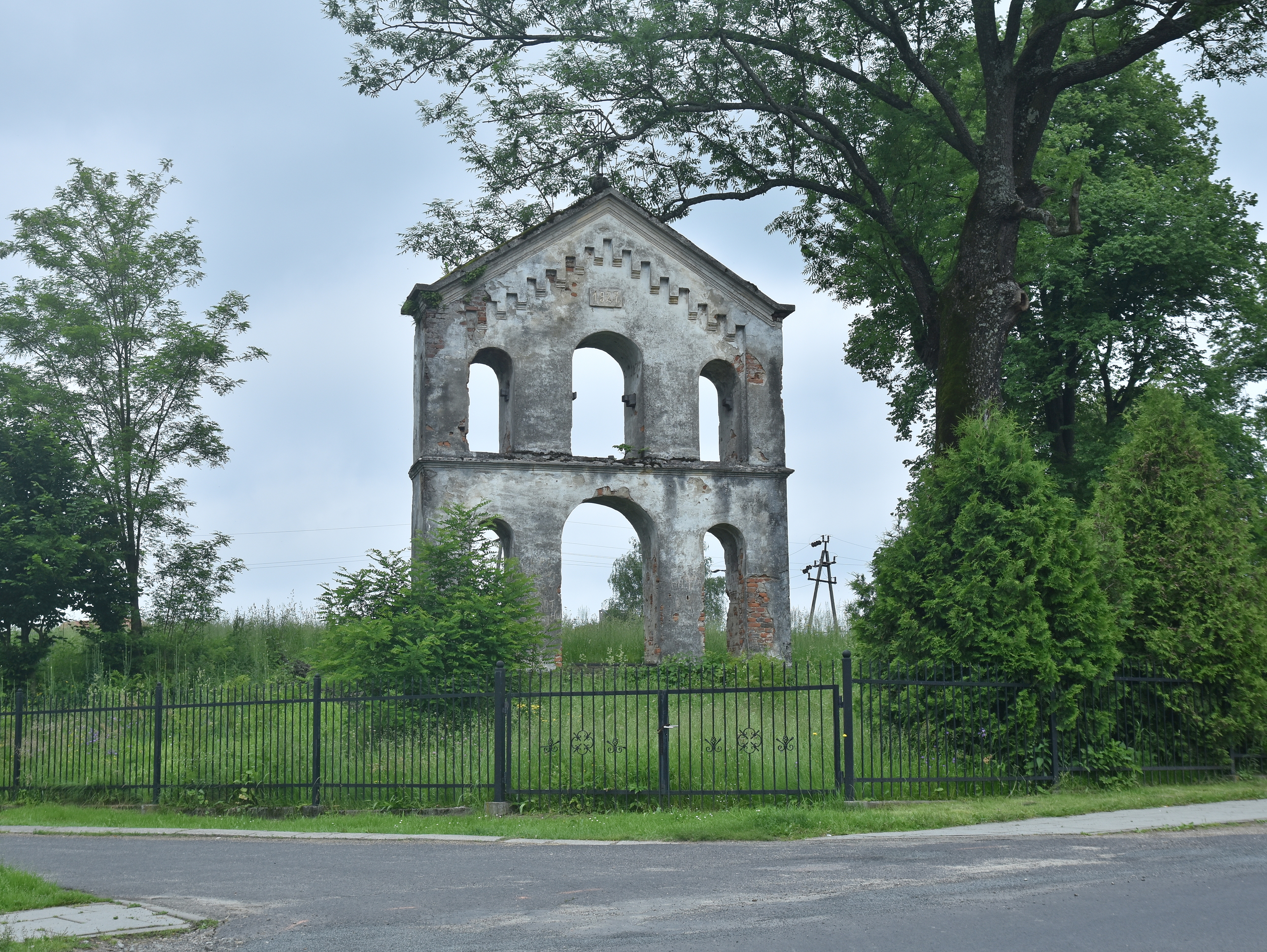
Ruine der griechisch-katholischen Muttergottes-Kirche, zerstört 1927
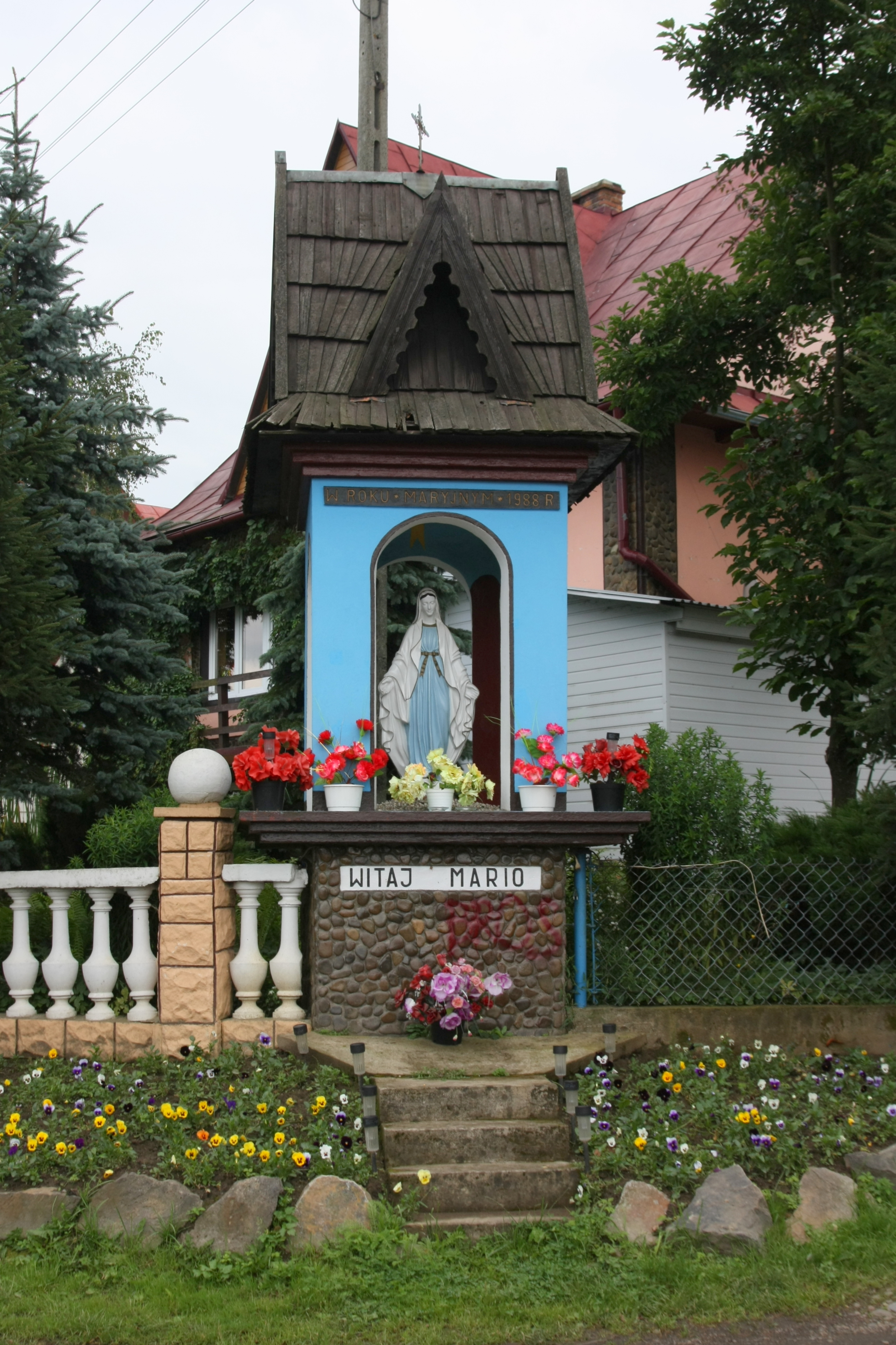
Marienschrein
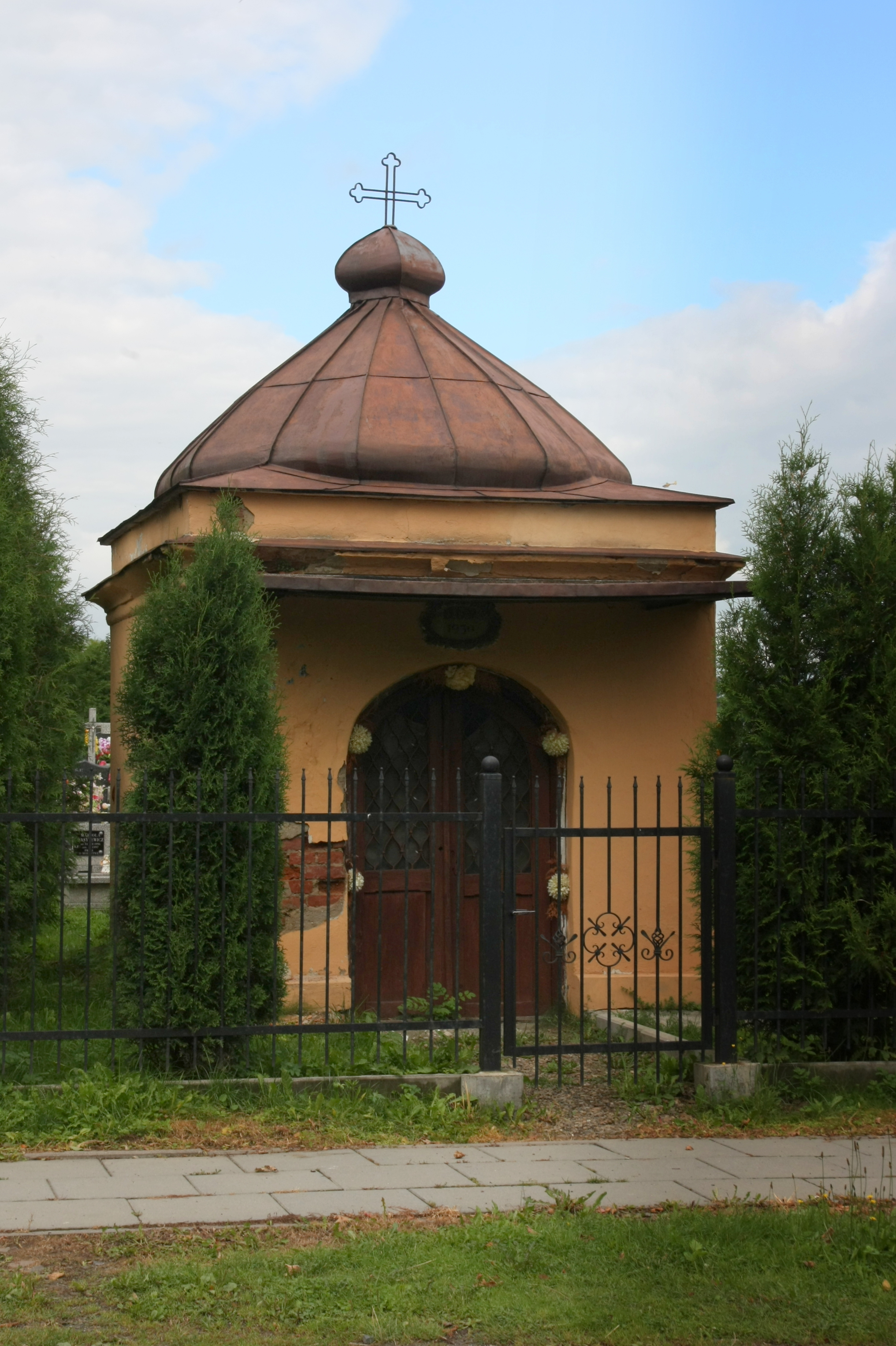
Friedhofskapelle